# جيسي باول (لاعب كرة قدم أمريكية)
جيسي باول (بالإنجليزية: Jesse Powell)‏ هو لاعب كرة قدم أمريكية أمريكي، ولد في 14 أبريل 1947 في ماتادور في الولايات المتحدة، وتوفي في 14 يونيو 2012 في لوبوك في الولايات المتحدة.

## وصلات خارجية
- جيسي باول على موقع مرجع كرة القدم المحترفة.كوم (الإنجليزية)